# Jim Simkin
James Solomon Simkin (geboren 26. Dezember 1919 in Winnipeg, (Manitoba Census Division No. 11) Kanada; gestorben 2. August 1984 in Big Sur, Monterey County, California) war ein kanadisch-US-amerikanischer Psychotherapeut und früher Mitentwickler der Gestalttherapie.

## Leben und Wirken
Simkim wurde als Sohn der im zaristischen Russland zur Welt gekommenen Fannie Simkin, geborene Maltinsky (1896–1958) und Sholem Simkin (1895–1950) geboren. Er hatte eine jüngere Schwester Sara Faye Simkin (1922–2004).
Nach seinem Studium wurde er in klinischer Psychologie von der University of Michigan im Jahre 1951 promoviert (Ph.D.) und praktizierte zeitweise in New Jersey. Wo er leitender klinischer Psychologe in einer großen Einrichtung der „Veterans Affairs medical facilities“ war. Es folgte ein „post-doctoral training“ (Postdoc) am New Yorker Institut für Gestalttherapie (englisch New York Institute for Gestalt Therapy) von 1952 bis 1955. Wie die meisten Psychotherapeuten seiner Generation unterzog er sich einer psychoanalytischen Ausbildung. Nachdem er in den frühen 50er-Jahren mit Fritz Perls therapeutisch zusammen gearbeitet hatte, fand die Gestalttherapie sein großes Interesse. Simkin war mit Anne Nechama Simkin, geborene Roginsky (1920–1995) verheiratet. Sie hatten eine Tochter Sharon Meinhoff, geborene Simkin. 
Simkin ließ sich von Fritz Perls ausbilden und arbeitete dann gemeinsam mit ihm. Im Jahre 1960 zog Fritz Perls mit seiner Frau Laura Perls von Manhattan nach Los Angeles, wo er gemeinsam mit Jim Simkin praktizierte, sie eröffneten eine Therapiepraxis in Beverly Hills. Simkin lud Perls ein, sich ihm anzuschließen, doch die gemeinsame Praxis war nur von kurzer Dauer. Denn im Jahr 1964 zog Perls nach Big Sur und schloss sich dem Esalen-Institut an, wo er Workshops gab und die Gestalttherapie weiter praktizierte und weiterentwickelte. Perls begann Gestalttherapie-Workshops und -Schulungen durchzuführen. Perls und Simkin leiteten gemeinsam Ausbildungsgruppen in Gestalttherapie für Fachleute am Institut.
Ein wichtiger Schüler, Freund und späterer Kollege war Claudio Naranjo, der schon in den frühen Tagen der Gestalttherapie, mit Perls und Simkin zusammenarbeitete.
Später erwarb Simkin ein 20.000 m² großes Grundstück an der Küste nördlich von Esalen und baute darauf einen Wohn- und Arbeitskomplex, dass das im Jahre 1969 gegründete Ausbildungsinstitut mit Wohnheim umfasste. Fritz Perls seinerseits verließ das Esalen-Institur 1968.
Er war Mitglied der American Group Psychotherapy Association (AGPA), der American Academy of Psychotherapists (AAP) und der American Psychological Association (APA).

### Simkins-Ausbildungszentrum, Big Sur, 1975
Die Ausbildung bestand aus mindestens drei Monaten Aufenthalt über einen Zeitraum von drei bis fünf Jahren. Während des ersten Jahres arbeiteten die Auszubildenden ausschließlich an ihrer eigenen Selbstwahrnehmung und beobachteten ihren Mentor in Gruppen- und Einzelsitzungen bei der Arbeit. In den darauffolgenden Jahren konnten sie einzeln oder in Gruppen mit „Patientenmodellen“ arbeiten, die von einem externen Therapeuten überwiesen werden mussten. All diese Arbeiten wurden zeitgleich observiert, sämtliche Settings wurden zu Studienzwecken auf Video aufgezeichnet. Simkin verpflichte verschiedene, erfahrene Gasttrainern zu seinen Ausbildungseinheiten, zu ihnen gehörten Lore Perls, Isadore From, Daniel Rosenblatt, Robert Martin, Miriam Polster, Erv Polster und andere.

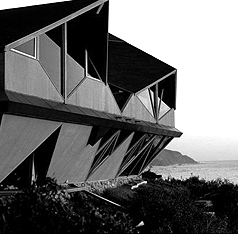
Das Trainings Center von Jim Simkin in Big Sur, 1975

Simkin arbeitete in ähnlicher Weise wie Perls, er schenkte Gruppenprozessen jedoch weniger Aufmerksamkeit. Die Arbeit wurde im Stile des Perlsschen „Hot-Seat-Technik“ durchgeführt, wobei der Klient mit dem Therapeuten interagierte und der Therapeut die Gruppe als Bezugspunkt verwendete. Das Wohnmodell gab den Klienten jedoch die Möglichkeit, neue Verhaltensweisen in einer familienähnlichen Umgebung zu üben.
Simkins Programm fand weltweit großes Interesse, er reiste auch zu Schulungen nach Deutschland, Italien, Neuseeland, Australien, in die Niederlande und in die gesamten Vereinigten Staaten. Im Jahre 1981 erkrankte er an Leukämie, arbeitete jedoch bis zu seinem Tod 1984 weiter. Simkins Heim und Schulungszentrum in Big Sur wurde 2009 vom Esalen Institute übernommen und dadurch ein Teil von diesem.

## Veröffentlichungen (Auswahl)
- Gestalt therapy mini-lectures. Celestial Arts Millbrae, Calif. 1976, ISBN 0-89087-170-1, auf archive.org
- Gestalt therapy and the Psychological Abstracts. American Psychologist, (1978) 33(7), 705–706. https://doi.org/10.1037/0003-066X.33.7.705
- Directory of Gestalt Therapists. Beverly Hills, California 1969
- zusammen mit Gary Yontef: Gestalt Therapy. Nordiska Gestalt Journalen, 5, March 1996, S. 25–35.

- - deutsche Ausgabe
- Gestalttherapie: Mini-Lektionen für Einzelne und für Gruppen. Peter Hammer Verlag, 2003, ISBN 978-3-87294-634-8